# Chorvoq
Die Talsperre Chorvoq (usbekisch Чорвоқ; kirgisisch Чарвак Tscharwak; russisch Чарвак Tscharwak, englisch Charvak) ist ein Stausee im Nordosten der Viloyat Taschkent in Usbekistan, der den Fluss Chirchiq am Zusammenfluss dessen Quellflüsse Piskom und Tschatkal (Chatqol) aufstaut. Das Wasser kommt aus den Westausläufern des Tianshangebirges
und fließt weiter zum Syrdarja.
Der Stausee wurde mittels eines 168 m hohen und 768 m langen Steinschüttdamms aufgestaut und hat eine Kapazität von 2 km³. Die Chorvoq-Talsperre ist die höchste Usbekistans. Das Wasser wird als Wasserreservoir zur Bewässerung und zur Stromerzeugung genutzt. Zusätzlich dient Chorvoq (von persisch tschahar bagh, ‚Vier Gärten‘) als Erholungsgebiet, zum Beispiel für Wassersport.